# Hard to Make a Stand
Hard to Make a Stand is een nummer van de Amerikaanse zangeres Sheryl Crow uit 1997. Het is de vierde single van haar titelloze vijfde studioalbum.
"Hard to Make a Stand" gaat over iemand die de wereld probeert te begrijpen. Het nummer veroorzaakte enige opschudding in Amerika wegens referenties naar abortus. Ondanks de opschudding, bereikte de plaat in Amerika geen hitlijsten. Enkel in het Verenigd Koninkrijk en Canada werd het een kleine hit. Ook in het Nederlandse taalgebied werden de hitparades niet bereikt.

## Tracklijst
UK CD1
1. "Hard to Make a Stand"
2. "Hard to Make a Stand" (alternate version)
3. "Hard to Make a Stand" (live BBC Simon Mayo Session)
4. "In Need"

UK CD2
1. "Hard to Make a Stand"
2. "Sad Sad World"
3. "No One Said It Would Be Easy" (live from Shepherd's Bush Empire in London)
4. "If It Makes You Happy" (live from Shepherd's Bush Empire in London)

Europese CD-single
1. "Hard to Make a Stand"
2. "Sad Sad World"